# Caterpillar
Caterpillar Inc. je americká společnost, jejíž sídlo je od roku 2022 v Irvingu v Texasu. Společnost je často označována zkratkou CAT.
Firma byla založena v roce 1925 sloučením společností Holt Manufacturing Company a C. L. Best Tractor Company. Nově vzniklá společnost, Caterpillar Tractor Company, měla původně sídlo v Kalifornii. V roce 1986 došlo k reorganizaci a společnost byla začleněna jako Caterpillar Inc. se sídlem ve státě Delaware. V lednu 2017 firma oznámila, že během téhož roku přesune své ústředí z Peorie v Illinois do Deerfieldu ve stejném státě, přičemž zrušila plánovanou výstavbu nového sídla v Peorii za 800 milionů dolarů. V roce 2022 se sídlo přesunulo do Irvingu v Texasu.
Caterpillar se zabývá těžkým strojírenstvím, zejména výrobou stavebních a těžebních strojů (např. buldozery, bagry), a patří k největším výrobcům stavební techniky na světě. Významná je také výroba dieselových a plynových motorů, plynových turbín a jiných zařízení pro široké průmyslové využití.
Společnost rovněž licencuje a prodává oblečení a pracovní obuv pod značkou Cat / Caterpillar. Mezi lety 2012 a 2024 také licencovala značku Cat phones pro odolné mobilní telefony a chytré telefony. Produkty Caterpillar jsou snadno rozpoznatelné díky své typické žluté barvě zvané „Caterpillar Yellow“ a logu CAT.
Caterpillar je jednou ze 30 společností zahrnutých do akciového indexu Dow Jones Industrial Average. V roce 2024 byla společnost na 64. místě žebříčku Fortune 500 a na 199. místě globálního žebříčku Fortune Global 500.

## Působení v Česku
Výhradním zástupcem CAT v Česku je firma Zeppelin CZ. Caterpillar také zajišťuje financování dodávek svých zařízení prostřednictvím české pobočky CAT Financial Services ČR.
Caterpillar je od 90. let 20. století také největším dodavatelem dieselových motorů používaných při modernizacích (případně i novostavbách) drážních vozidel v Česku. Pro posílení tohoto segmentu vstoupila v roce 2004 firma Phoenix-Zeppelin majetkově do společnosti CZ LOKO, což je nejvýznamnější česká firma v oblasti modernizací a remotorizací lokomotiv.
Caterpillar 8. července 2011 koupil za 8,8 miliardy dolarů firmu Bucyrus International a spolu s ní i její ostravskou odbočku, bývalé OKD Bastro.

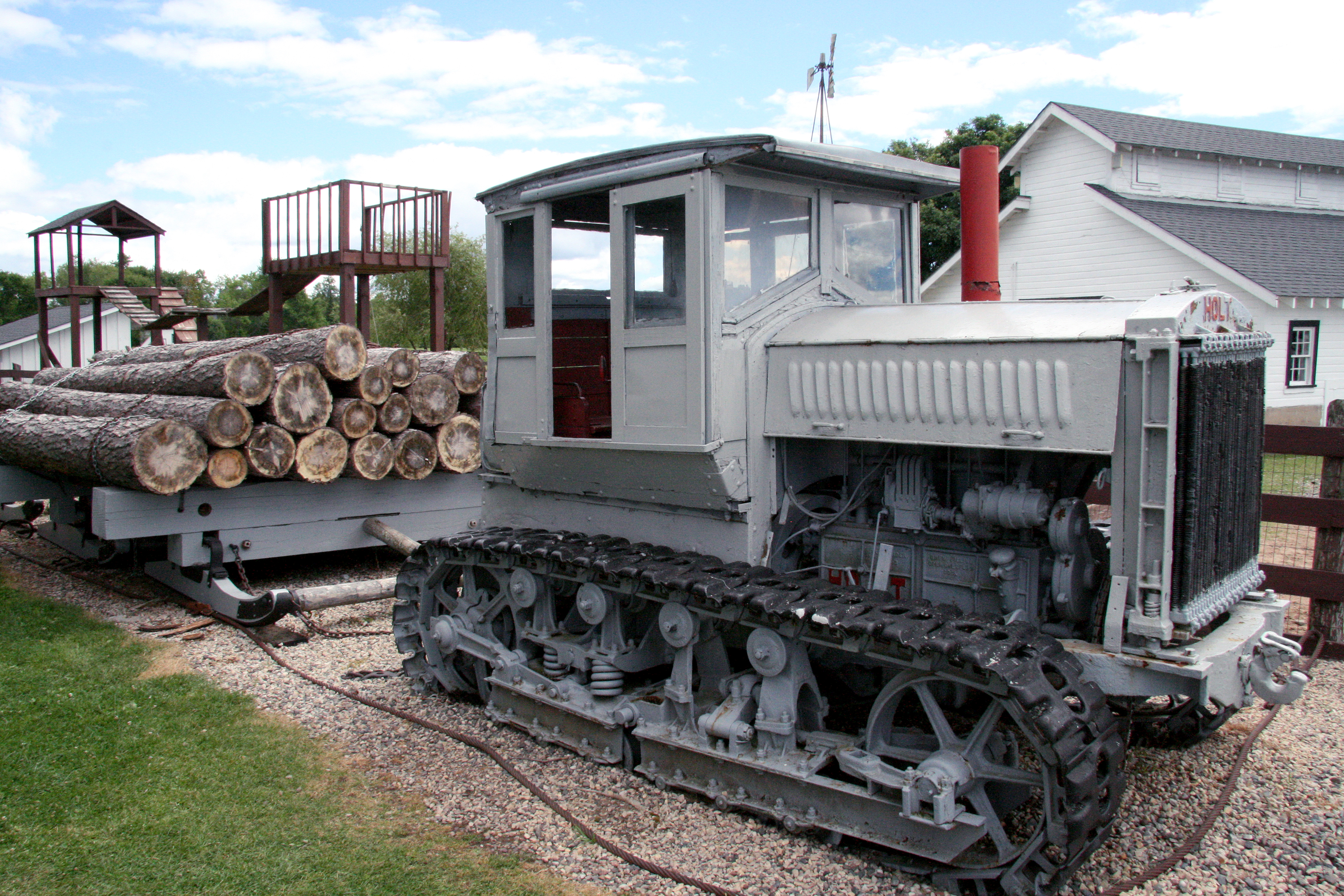
HOLT (1925)
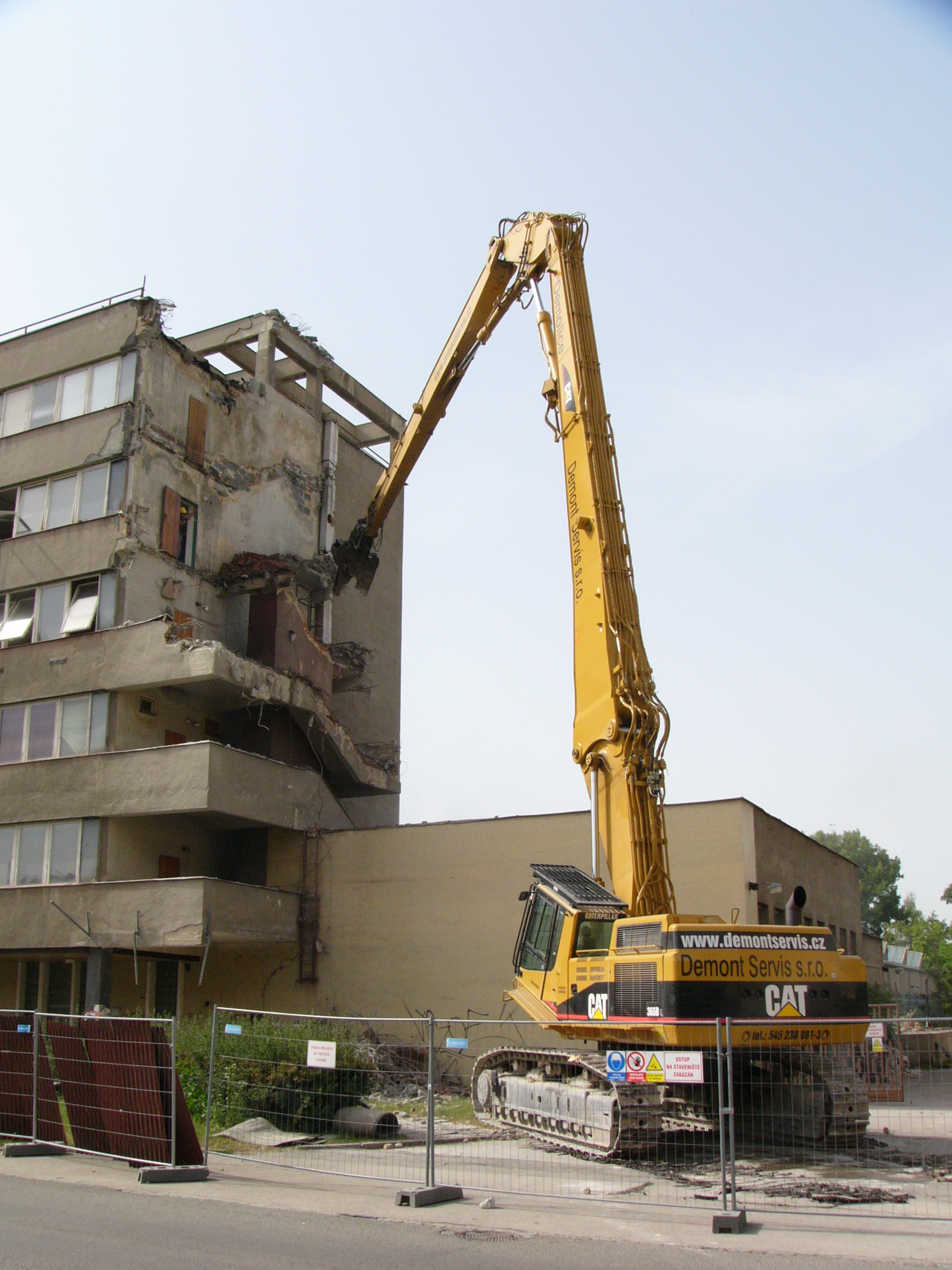
Hydraulické demoliční nůžky na podvozku CAT 365B L. Rameno 30 m dlouhé]